# Rohrbachquellgebiet
Rohrbachquellgebiet este o arie protejată (arie specială de conservare — SAC, sit de importanță comunitară — SCI) din Germania întinsă pe o suprafață de 38,18 ha, integral pe uscat.

## Localizare
Centrul sitului Rohrbachquellgebiet este situat la coordonatele 50°16′32″N 9°29′31″E / 50.2756°N 9.4919°E.

## Înființare
Situl Rohrbachquellgebiet a fost declarat sit de importanță comunitară în iulie 2001 pentru a proteja 1 specie de animale. Situl a fost protejat și ca arie specială de conservare în martie 2008.

## Biodiversitate
Situată în ecoregiunea continentală, aria protejată conține 4 habitate naturale: Formațiuni ierboase bogate în specii de Nardus, dezvoltate pe substraturi silicioase în zone montane (și în zone submontane, în Europa continentală), Fânețe de joasă altitudine (Alopecurus pratensis, Sanguisorba officinalis), Mlaștini împădurite, Păduri aluvionare cu Alnus glutinosa și Fraxinus excelsior (Alno-Padion, Alnion incanae, Salicion albae).
La baza desemnării sitului se află o specie protejată de  mamifere: castor (Castor fiber).
Pe lângă speciile protejate, pe teritoriul sitului au mai fost identificate 4 specii de plante, 1 specie de amfibieni, 4 specii de nevertebrate.